# Мирасема-ду-Токантинс (микрорегион)
Мирасема-ду-Токантинс (порт. Microrregião da Miracema do Tocantins) — микрорегион в Бразилии, входит в штат Токантинс. Составная часть мезорегиона Западный Токантинс. Население составляет 142 293 человека (на 2010 год). Площадь — 34 776,107 км². Плотность населения — 4,09 чел./км².

## Демография
Согласно сведениям, собранным в ходе переписи 2010 г. Национальным институтом географии и статистики (IBGE), население микрорегиона составляет:
| Полное население                             | Полное население                             | Полное население                             | Полное население                             | 142 293 |
| -------------------------------------------- | -------------------------------------------- | -------------------------------------------- | -------------------------------------------- | ------- |
| в том числе:                                 | Городское население                          | 99 636                                       | Процент городского населения, %              | 70,02   |
|                                              | Сельское население                           | 42 657                                       | Процент сельского населения, %               | 29,98   |
|                                              | Мужское население                            | 73 439                                       | Процент мужского населения, %                | 51,61   |
|                                              | Женское население                            | 68 854                                       | Процент женского населения, %                | 48,39   |
| Плотность населения, чел/км²                 | Плотность населения, чел/км²                 | Плотность населения, чел/км²                 | Плотность населения, чел/км²                 | 4,09    |
| Население микрорегиона в % к населению штата | Население микрорегиона в % к населению штата | Население микрорегиона в % к населению штата | Население микрорегиона в % к населению штата | 10,29   |

## Статистика
- Валовой внутренний продукт на 2003 составляет 400 754 131,00 реалов (данные: Бразильский институт географии и статистики).
- Валовой внутренний продукт на душу населения на 2003 составляет 2847,44 реалов (данные: Бразильский институт географии и статистики).
- Индекс развития человеческого потенциала на 2000 составляет 0,697 (данные: Программа развития ООН).

## Состав микрорегиона
В составе микрорегиона включены следующие муниципалитеты:
1. Абреуландия
2. Арагуасема
3. Барроландия
4. Бернарду-Саян
5. Бразиландия-ду-Токантинс
6. Казеара
7. Колмея
8. Коту-ди-Магальяйнс
9. Дивинополис-ду-Токантинс
10. Дойс-Ирманс-ду-Токантинс
11. Форталеза-ду-Табокан
12. Гоянорти
13. Гуараи
14. Итапоран-ду-Токантинс
15. Жуарина
16. Марианополис-ду-Токантинс
17. Мирасема-ду-Токантинс
18. Миранорти
19. Монти-Санту-ду-Токантинс
20. Пекизейру
21. Президенти-Кеннеди
22. Риу-дус-Бойс
23. Тупирама
24. Тупиратинс